# Station Melksham
Melksham is een spoorwegstation van National Rail in Melksham, West Wiltshire in Engeland. Het station is eigendom van Network Rail en wordt beheerd door Great Western Railway. 